# Шмидт, Брайан
Бра́йан Шмидт (англ. Brian P. Schmidt; род. 24 февраля 1967, штат Монтана) — американский и австралийский астрофизик, лауреат Нобелевской премии по физике 2011 года совместно с Солом Перлмуттером и Адамом Риссом «за открытие ускоренного расширения Вселенной посредством наблюдения дальних сверхновых».
Член Национальной академии наук США (2008), Австралийской академии наук (2008) и Лондонского королевского общества (2012).

## Биография
Родился в городе Миссула (штата Монтана), США, в семье экологов Даны и Донны Шмидт (Dana C. Schmidt и Donna Mae Schmidt). В 1985 году он окончил Среднюю школу Бартлетта в Анкоридже на Аляске. В 1989 году Шмидт окончил Аризонский университет, а в 1993 году в Гарвардском университете получил степень PhD. В 1993—1994 годы Шмидт работал постдоком в Гарвард-Смитсоновском центре астрофизики, в 1995 году перевёлся в обсерваторию Маунт-Стромло, где работает и поныне.
Шмидт возглавлял программу поиска сверхновых типа Ia (англ.), посвящённую изучению расширения Вселенной 8 миллиардов лет назад. В 1998 году его группе совместно с группой, возглавляемой Перлмуттером, удалось доказать наличие ускоренного расширения Вселенной. Это открытие было названо журналом Science «прорывом года». В настоящее время Шмидт возглавляет проект исследования неба южного полушария телескопом SkyMapper.
В январе 2015 года Брайан Шмидт был назначен ректором Австралийского Национального университета.
В 2016 году он подписал письмо с призывом к Greenpeace, Организации Объединенных Наций и правительствам всего мира прекратить борьбу с генетически модифицированными организмами (ГМО) .
Иностранный член Испанской королевской академии наук. В его честь назван астероид (233292) Brianschmidt.

## Награды
- 2000 — Премия Австралии[англ.]
- 2000 — Премия Бока Гарвардского университета
- 2001 — Медаль Пози (Pawsey Medal[англ.]) Австралийской АН
- 2002 — Медаль Вайну Баппу Индийского астрономического общества
- 2005 — Marc Aaronson Memorial Lectureship[англ.]
- 2006 — Премия Шао по астрономии совместно с Адамом Риссом и Солом Перлмуттером
- 2007 — Премия Грубера по космологии
- 2011 — Нобелевская премия по физике
- 2012 — Dirac Medal[англ.] Университета Нового Южного Уэльса
- 2013 — Компаньон ордена Австралии
- 2015 — Премия по фундаментальной физике
- 2015 — Медаль Почёта Института Нильса Бора